# مورد (سلسلة الإمداد)
في سلسلة التوريد، يكون البائع أو المورد مؤسسة تساهم بسلع أو خدمات. بشكل عام، يقوم بائع سلسلة التوريد بتصنيع المخزون / عناصر المخزون وبيعها إلى الرابط التالي في السلسلة. اليوم، تشير هذه الشروط إلى مورد أي سلع أو خدمة. هناك موردين يجلبون البرمجات من المنبع ويقدمون قيمة مضافة ما منها. خدمات المورد غالبا ما توصف بالخلطة السرية أو المواد الحافظة. وكل تحسين وكل ميزة يعطيك إياها تكون خطر عليك من قبيل قيود الموردين vendor lock ins. أي قيمة يضيفها في «المصب» downstream تجعل من خروجك من عنده للذهاب لمورد آخر عملية مكلفة لأنها ستتضمن التخلي عن هذه المزايا أو نقلها للمزايا المقابلة عند المورد الجديد.

## وصف
البائع، أو المورد، هو مصطلح إدارة سلسلة التوريد الذي يعني أي شخص يقدم السلع أو خدمات الخبرة إلى كيان آخر. يجوز للبائعين بيع B2B ( الأعمال إلى الأعمال؛ أي لشركات أخرى) أو B2C (الأعمال للمستهلكين) أو B2G (الأعمال إلى الحكومة). يقوم بعض البائعين بتصنيع عناصر قابلة للتخزين ثم يبيعونها إلى العملاء، بينما يقدم بائعون آخرون خدمات أو تجارب.
عادة يتم تتبع البائعين إما في نظام التمويل أو نظام إدارة المستودعات.
غالبًا ما تتم إدارة البائعين من خلال قائمة تحقق امتثال البائع أو تدقيقات جودة البائعين، ويمكن إدارة هذه الأنشطة بشكل فعال بواسطة أدوات البرمجيات 
تُستخدم أوامر الشراء عادةً كاتفاق تعاقدي مع البائعين لشراء سلع أو خدمات.
قد يعمل البائع أو لا يعمل كموزع أو مصنع للسلع. إذا كان البائعون أيضًا من الشركات المصنّعة ، فيمكنهم إما إنشاء مخزون أو إنشاء حسب الطلب .